# Jean-Marie Dedecker
Jean-Marie Dedecker (Nieuwpoort, 13 giugno 1952) è un politico belga fiammingo.
È stato senatore e deputato belga, nonché presidente della Lista Dedecker (ora Libertaria, Diretta, Democratica) dopo esser stato membro del Liberali e Democratici Fiamminghi (VLD). Ha allenato la squadra belga di judo.

## Biografia

### Carriera sportiva
Jean-Marie Dedecker è stato allenatore della nazionale del Belgio della Lega judo dal 1981 al 2000. È stato personal trainer di Ingrid Berghmans e Ulla Werbrouck. Egli è stato votato « Coach dell'anno » nel 1994 e nel 1996 e ha ricevuto un « Oscar dello sport » sempre nel 1996.
È stato anche direttore del Comitato Olimpico belga (COIB) dal 1996 al 2000.

### Carriera politica

#### 1999-2006: l'«elettrone libero»
Vecchio elettore del Partito socialista, Jean-Marie Dedecker è entrato in politica nei VLD nel 1999. Nelle elezioni federali del 1999, è stato eletto senatore con 52 492 voti di preferenza. È stato rieletto nel 2003 con 65 105 voti. Nel 2000 appare nella 39ª posizione nella lista VLD alle elezioni locali a Ostenda e consigliere comunale con 1 795 voti di preferenza, superiore alla testa della Lista.
Nel 2002 è riuscito a portare un giornalista del canale televisivo VTM nella cella di Marc Dutroux. Ha avuto il permesso di visitare la prigione da senatore. Meno di quattro anni dopo avvenne il tentativo di fuga di Dutroux; il caso fece scandalo e mise Dedecker in conflitto con il Ministro della Giustizia Marc Verwilghen, anch'esso membro dei VLD. Dedecker venne rimproverato e sospeso dalla carica per tre mesi, da parte del comitato legale dei VLD.
Nel 2004 Jean-Marie Dedecker è stato eletto al Parlamento fiammingo, poi eletto senatore della Comunità. Divenne presidente del consiglio di amministrazione degli Affari delle finanze e dell'economia del Senato fino all'ottobre 2006.
Nel dicembre 2004 è stato candidato alla presidenza contro il VLD Bart Somers. Quest'ultimo è stato eletto con il 50,5% dei voti, mentre Dedecker ottiene il 38,5% 7.
All'inizio del 2006 ha pubblicato Rechts voor de Raap che ha riscosso grande successo. Questo libro segna la crescente distanza tra Dedecker ed i VLD. E critica in particolare il cordone sanitario, un anno dopo l'esclusione di Hugo Coveliers dal partito. Nelle elezioni locali, Dedecker figura ultimo della lista VLD a Ostenda, che ha vinto 16,07% dei voti. È stato eletto al consiglio comunale con 2950 voti di preferenza, il miglior punteggio della lista VLD.

#### L'esclusione dai VLD
Dopo le elezioni comunali, Dedecker ha espresso disaccordo con il politico della lista VLD Bart Tommelein e ha critico Johan Vande Lanotte, il leader sp.a a Ostenda. Queste posizioni motivano il lancio disciplinare dall'ufficio VLD di una procedura che porta alla sua esclusione a ottobre.
Si avvicina rapidamente a Hugo Coveliers ma rinuncia ad unirsi a lui nel suo nuovo partito, VLOTT, che è alleato con il Vlaams Belang. Esso esclude anche di integrare il VB, ritenendosi "troppo liberale su tutto."
Nel novembre 2006, Jean-Marie Dedecker si è unito alla N-VA. La CD&V socio di cartello della N-VA, però, si rifiuta di avere una lista comune con Dedecker e minaccia di rompere l'accordo tra di loro. La N-VA sceglie di focalizzare la propria alleanza con il Partito Democratico Cristiano e ritirare le sue liste elettorali, Dedecker lascia così il partito.

#### La Lista Dedecker
In data 19 gennaio 2007, Jean-Marie Dedecker lancia il suo stesso partito, Lista Dedecker con lo slogan "buon senso" (Gezond Verstand). La prima data di elezione di questa nuova formazione è un successo. La Lista Dedecker ottiene 5 posti alla Camera e un seggio al Senato nelle elezioni federali nel 2007. Jean-Marie Dedecker è stato eletto deputato federale con Ulla Werbrouck delle Fiandre Occidentali, dove la lista ha segnato il più alto 11,25% di punteggio.
Nel mese di ottobre del 2008, dopo la rottura del cartello CD&V-N-VA e in un contesto di crisi finanziaria, Jean-Marie Dedecker diventa il politico più popolare nelle Fiandre, dopo il barometro trimestrale La Libre Belgique/RTL-TVI, mentre la Lista Dedecker supera il Vlaams Belang nei sondaggi.

## Posizionamento politico
Jean-Marie Dedecker è spesso definito come ultraliberale e populista, termine che egli sostiene. Egli sostiene un Belgio confederale, composto da due entità autonome unite. Jean-Marie Dedecker si definisce repubblicano e anti-monarchico.
Nel maggio 2010, ha firmato un libro sulla controversia sul riscaldamento globale, in cui mette in dubbio il fattore umano nel riscaldamento globale, dicendo che la terra si sta riscaldando fin dal XIX secolo e l'uomo non è da biasimare.

## Pubblicazioni
- Hoofddoek of blinddoek ?, Halewyck, Uitgeverij Van, 2009, ISBN 9056179314
- De aarde warmt op en de geesten verhitten, Halewyck, Uitgeverij Van, 2010, ISBN 9461310064